# NGC 3359
NGC 3359是一个位于大熊座的棒旋星系，距离地球5900万光年，1793年11月28日由威廉·赫歇爾发现，星系中心年龄约为5亿年。

## 画廊
- 使用32英寸的望远镜拍摄的NGC 3359
- 哈勃空间望远镜拍摄的NGC 3359